# Milkor MGL

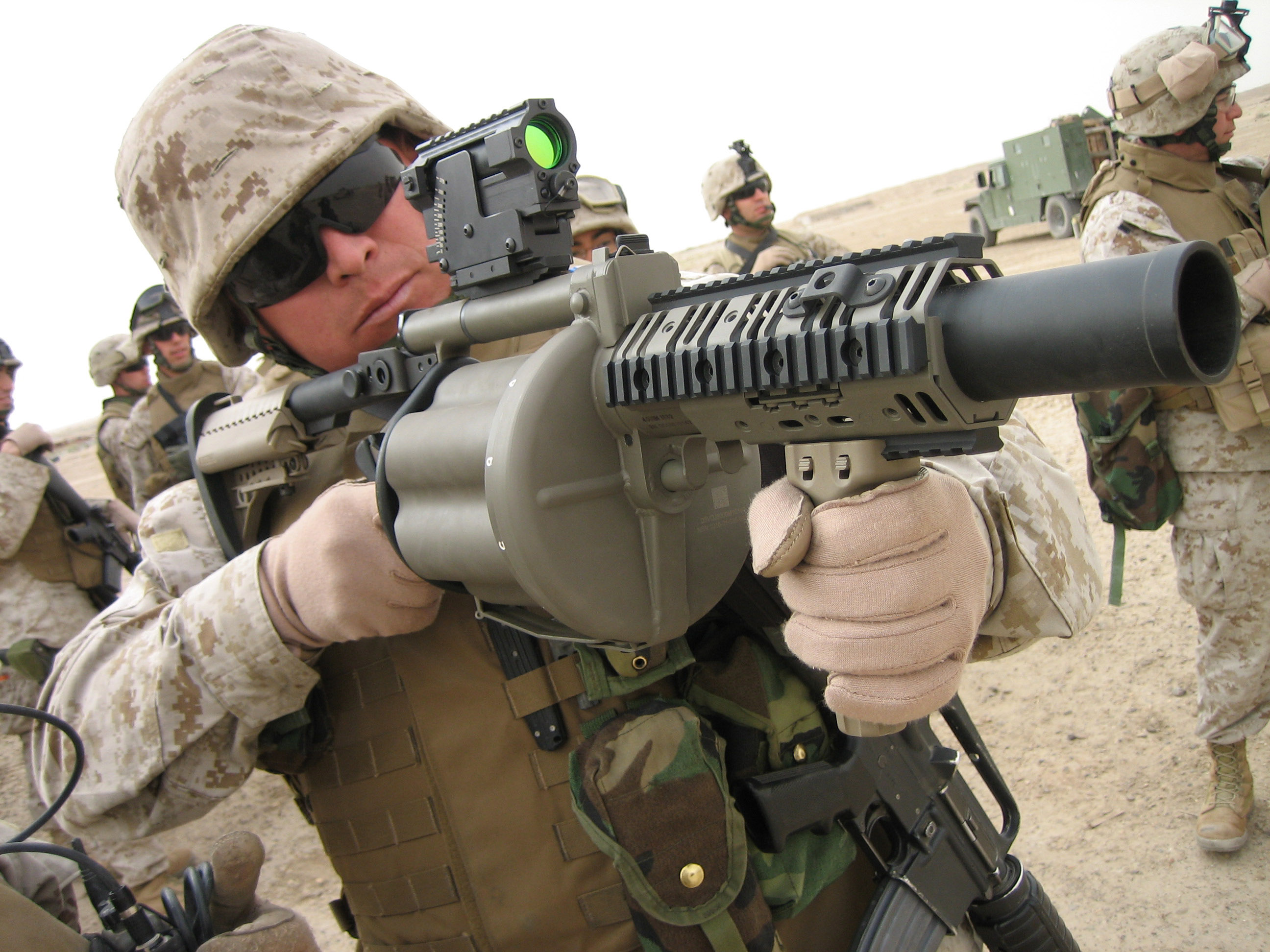
Um fuzileiro americano com o seu lança-granadas M-32.

O Milkor MGL (Multiple Grenade Launcher, ou "Lançador Múltiplo de Granadas") é um lança-granadas de 40 mm (com variações de fogo de 37/38mm) com alcance de 400 metros, desenvolvido e fabricado na África do Sul pela empresa Milkor (Pty) Ltd. O MGL foi apresentado pela primeira vez as Força de Defesa Sul-africanas em 1981. Quando começou a ser usado e produzido, em 1983, passou a ser designado como Y2. Desde então, mais de 50 000 unidades foram produzidas, a maioria para exportação.